# Pandanus bipyramidatus
Pandanus bipyramidatus là một loài thực vật có hoa trong họ Dứa dại. Loài này được Martelli miêu tả khoa học đầu tiên năm 1908.